# Дибензотиофен
Дибензотиофен  — органическое гетероциклическое вещество, состоящее из трёх конденсированных циклов: одного тиофенового и двух бензольных.

## Получение
Дибензотиофен коммерчески доступен, однако его можно также синтезировать несколькими способами. Первый метод заключается в радикальной циклизации 2-иод-2'-метилтиобифенила под действием ультрафиолетового излучения (ртутная лампа) в течение 45-60 часов.
Другой метод основан на использовании тиосалициловой кислоты, которую по тиольной группе алкилируют аллилбромидом, а по карбоксильной группе формируют фениловый эфир. Вакуумный флэш-пиролиз полученного соединения при 650 °С даёт дибензотиофен с выходом 88 %.
Также разработан метод получения дибензотиофена, основанный на реакции внутримолекулярного ароматического электрофильного замещения. 2-Бромбифенил подвергают обмену брома на литий и вводят в реакцию с диметилдисульфидом, вводя на место галогена метилтиольную группу. Её затем окисляют до сульфоксида, после чего под действием трифторметансульфокислоты вводят в электрофильную циклизацию с дегидратацией. Деметилирование полученного продукта приводит к дибензотиофену.
Также дибензотиофен получали по методу, основанному на анионной циклизации бензинового интермедиата. Для этого на первой стадии 2-фтортиофенол вводят в сочетание по Ульману с 2-хлорнитробензолом в присутствии оксида меди. Затем нитрогруппу восстанавливают железом, а полученную аминогруппу замещают на иод. Обработка трет-бутиллитием приводит к дибензофурану.
Наконец, дибензотиофен можно синтезировать из 2,2'-дииодбифенила и источника серы, например сульфида калия либо дисульфида углерода.

## Строение и физические свойства
В протонном спектре ЯМР (дейтерохлороформ) дибензотиофен даёт набор сигналов ароматических протонов при 7,29–7,33 м. д. (2H), 7,70–7,73 м. д. (1H) и 7,99–8,01 м. д. (1H). В углеродном спектре ЯМР присутствуют сигналы шести типов атомов углерода: 121,7, 122,9, 124,4, 126,8, 135,6, 139,5 м. д.

## Химические свойства
Дибензотиофен галогенируется в положения 2 и 8 благодаря донорной активности атома серы. Если же его окислить до сульфона, то группа становится акцепторной, и галогенирование протекает в положения 3 и 7. Наиболее часто дибензотиофен иодируют и бромируют, а полученные галогенпроизводные далее функционализируют.
Модификацию положений 4 и 6 проводят при помощи орто-литиирования. Можно получать монолитиевые и дилитиевые производные в зависимости от условий реакции: в сильнощелочной среде и при кипячении в циклогексане литиирование происходит дважды, а при низкой температуре образуется мололитиевое производное. Далее эти соединения вводят в реакцию с теми или иными электрофилами.